# Вулиця Надійна (Львів)
Вулиця Надійна — вулиця в Сихівському районі Львова. Відходить від вулиці Зеленої №407 на схід.
Сучасна назва з 1962 року, до того називалася Зелена бічна.
Забудова — садибна 1950-2000-х років, промислова.